# Parafia św. Barbary w Mirostowicach Dolnych
Parafia św. Barbary w Mirostowicach Dolnych – parafia rzymskokatolicka z siedzibą w Mirostowicach Dolnych, należąca do dekanatu Żary diecezji zielonogórsko-gorzowskiej, erygowana w 1959. W parafii posługują księża diecezjalni. 